# Színház- és Filmművészeti Egyetem
A Színház- és Filmművészeti Egyetem (röviden: SZFE, ritkábban Színmű vagy Színiakadémia) budapesti felsőoktatási intézmény, amely a színház, a film és a televízió számára képez előadóművészeket. 1865-ben alapították főiskolaként, mely 2000-ben vált hivatalosan magánegyetemmé.
2020. augusztus 31-én az egyetem vezetése lemondott, tiltakozásul a kormány által kinevezett kuratórium felállítása miatt, amely szerintük korlátozza az egyetem autonomiáját. Diákok egy csoportja tiltakozásul elfoglalta az iskola épületét, és elbarikádozta magát. Több művész írt alá nyílt levelet az iskola autonómiájának védelmében, a tiltakozó tanárok és diákok otthagyták az egyetemet, és megalapították a Freeszfe-t.

## Története

### Színészeti Tanoda (1865)
Az intézményes magyar nyelvű színészoktatás története 1865. január 2-án vette kezdetét, amikor a pesti Nemzeti Színház közelében, egy lakóház második emeletének három szobájában megnyílt a Színészeti Tanoda.
Hosszú út vezetett az első színiiskola létrejöttéig. 1837-ben nyitotta meg kapuit a Pesti Magyar Színház, amely 1840-től nevében is a magyarság egyik reprezentatív nemzeti intézménye lett. A Nemzeti Színház nemcsak a magyar nyelv elfogadtatásának és ápolásának legelső fóruma, hanem a polgári haladás egyik legfőbb hirdetője is volt, ráadásul nagy szerepet játszott az 1848–49-es forradalom és szabadságharc szellemi előkészítésében is. A szabadságharc leverése után a Habsburg Birodalom önkényuralmi rendszert vezetett be Magyarországon, ekkor a Nemzeti Színház feladata még fontosabbá vált, ugyanakkor működésének személyi és tárgyi feltételei egyre szűkösebbek lettek.
Egy évtized után, az 1860-as évek elején bekövetkezett politikai enyhülés egyik jele volt az, hogy „I. Ferenc József, Ő császári és apostoli királyi Felsége 1863. május 10-ik napján kelt legkegyelmesebb kéziratával nemcsak a Nemzeti Színház nyomasztó anyagi viszonyain segített, hanem a fogyatkozni kezdő művészi erők gyarapításának céljából egy színészeti tanoda felállítását is elrendelte, s annak fönntartására jelentős összegű segélyt biztosított.”
Mivel a Nemzeti Színház akkoriban a prózai előadások mellett operabemutatókat is tartott, a másfél éves előkészítő munka után 1865-ben megnyílt Színészeti Tanodának kettős feladata volt: a Nemzeti Színház számára az elméletet és a gyakorlatot illetően is jól képzett operistákat, valamint prózai színészeket kellett nevelnie. Ennek értelmében évente két osztály indult, a tanulmányi idő pedig három esztendő volt. A felvétel feltételei: nőknél legalább 15, férfiaknál 18 éves életkor; jó színpadi alak; csengő, hibátlan, tiszta szókiejtés a drámai, és csengő tiszta hang, szabatos zenei hallás, kottaismeret az operaszakon; jó magaviselet és erkölcsi bizonyítvány; szülői, vagy gyámi beleegyezés; az életkornak megfelelő iskolai ismereteket igazoló bizonyítvány. Az első évben huszonnyolc drámai és harminchét operaszakos növendék kezdte meg a tanulmányait. A jelölteket hat-nyolc hetes próbaidőre vették fel, ezután döntöttek arról, hogy továbbtanulhatnak-e, vagy sem. A nők a férfi növendékektől elkülönítve hallgatták a leckéket. Szigorú házirend szabályozta a hallgatók kötelességeit. A Színészeti Tanoda személyzetét a főigazgató, három drámai tanár – akik egyike az aligazgatói posztot is betöltötte –, két ének-, egy-egy zongora-, illetve tánctanár, valamint a titkár alkotta.
Az iskolai színésznevelés első harminc évét a Nemzeti Színház kiemelkedő jelentőségű rendezőjének és igazgatójának, Paulay Edének a munkássága fémjelezte. Paulay a Tanoda megalapításától 1894-ben bekövetkezett haláláig tevékenykedett a színiiskolában: kezdetben titkár, majd tanár, aligazgató és főigazgató volt. A Tanoda végzettjeinek nagy százalékát a Nemzetibe szerződtette, tehát nevelőmunkáját ott is folytatta.
Az ő tanári működésének idején alakult ki és szilárdult meg a Tanoda tanmenete és nevelési célkitűzése. Mivel a korabeli játékstílusból következően a drámai szöveg érthető, hatásos közvetítése számított a leglényegesebb esztétikai követelménynek, az oktatás középpontjába a művészi beszéd megalapozása, a tájnyelvi kiejtés, a monoton, hangsúlytalan és tagolatlan szövegmondás elleni harc került. Az operisták képzése elsősorban az olasz iskola darabjaira épült; a francia és német operairodalomból csak olyan műveket választottak, melyeknek énektechnikai követelményei ezekhez hasonlítottak. Az elméleti tárgyak mindkét szakon azonosak voltak: magyar nyelvtan, költészettan, esztétika, történelem, jelmezismeret, illemtan, tapasztalati lélektan, dramaturgia és a színészi játék elmélete. A tanítás kezdetben ingyenes volt, csak 1882-ben vezették be a tandíjat, ugyanakkor elsősorban magánszemélyek, valamint intézmények alapítványaira épülő segély- és ösztöndíjalap segítette a rászorulók tanulását.
Az iskola hamar kinőtte a három szobából álló helyiségét, majd több költözés után 1875-ben a Nemzeti Színház mellett álló és a színházhoz tartozó bérházban kapott új, az addiginál nagyobb, komfortosabb területet. A nyilvános vizsgákat és évközi előadásokat azonban továbbra sem a Tanodában, hanem a Nemzeti Színházban, illetve a fennhatósága alatt működő Várszínházban tartották.

### Országos Színésziskola (1885) és Országos Magyar Királyi Színművészeti Akadémia (1893)
1875-ben nyitotta meg kapuit a Népszínház, amely elsősorban zenés műveket, népszínműveket játszott, majd 1884-ben avatták fel a Magyar Királyi Operaházat, így a Nemzeti Színház a prózai művek otthona maradt. Ez kihatott az 1885-től Országos Színésziskolának nevezett Tanodára is. A szűkös körülmények és az iskolán belüli presztízsharcok következtében az opera- és a drámaszak között kezdettől fogva feszült viszony alakult ki, ami az önálló zenés színházak megnyitásakor csak tovább éleződött. Ezen a helyzeten az sem segített, hogy 1887-ben a Színésziskolát összevonták a Zeneakadémiával. Megoldást az hozott, hogy 1893-ban az Országos Magyar Királyi Zene- és Színművészeti Akadémia ismét különvált, és az operaénekeseknek nemcsak a zenei, hanem a színészi képzése is a Zeneakadémia hatáskörébe került, míg az Országos Magyar Királyi Színművészeti Akadémia feladata kizárólag a színészoktatás lett.
Paulay Ede halála után Váradi Antal lett a főigazgató. Ő 1877-től volt titkár, illetve tanította az elméleti tárgyakat az Akadémián, és tanárként is, főigazgatóként is azt a szemléletet képviselte, amelyet elődje és tutora, Paulay testesített meg. 1907-ig tartó igazgatásának idején azonban jelentős változások történtek a színházi életben. Budapesten a századfordulón új magánszínházak sora nyílt, és vidéken is egyre több társulat működött, emiatt megnőtt a színészek iránti kereslet, amelyet az Akadémia nem tudott kielégíteni. Ez volt az egyik indoka annak, hogy egyre-másra nyíltak meg a magán színiiskolák. A másik ok pedig az volt, hogy a magánszínházak modernebb játékstílusa és repertoárja nagymértékben eltért a Nemzeti Színházétól, ám az akadémiai oktatás változatlanul a Nemzeti Színházra épült, amelynek mind konzervatívabbá váló, patetikus stílusa szolgált mintául – ez a színház adta a tanárok zömét, ebben statisztáltak esténként a növendékek.

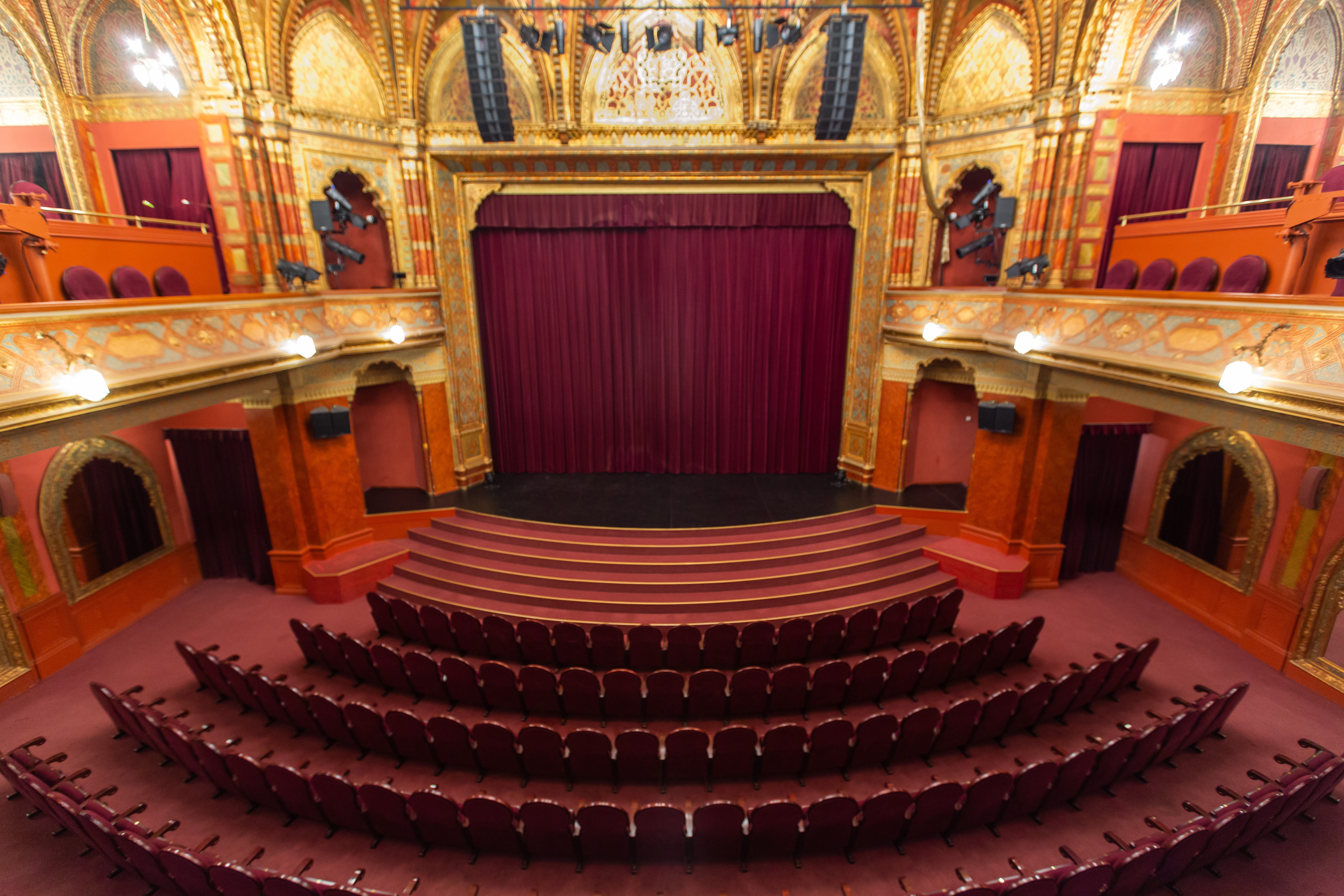
Uránia Nemzeti Filmszínház (1088 Budapest, Rákóczi út 21.)

Ugyanakkor néhány tanár a Vígszínház természetességre törekvő stílusát, illetve a pátoszmentes színjátszást igyekezett meghonosítani. Váradi Antal érdeme, hogy 1905-ben az Akadémia állandó otthonba költözhetett, ahol hetente tarthattak előadásokat a hallgatók. Ebben, a Rákóczi út 21. számú épületben folyik ma is a színészek oktatása. Az ő szorgalmazására a hároméves tanulmányi időből egy teljes év lett az előkészítő szakasz, amelynek letelte után a tanári kar véglegesen döntött a felveendők köréről. Ez a gyakorlat 1944-ig maradt érvényben.
Váradi Antal halála után Somló Sándor (1907–1916), illetve Tóth Imre (1917–1928) cserélte fel a Nemzeti Színház igazgatói posztját az Akadémia főigazgatói tisztségével. Somló igazgatásával zárult le véglegesen a Paulay-korszak. Az ő idejében a képzési módszertant több évtizede meghatározó, a szónoki-patetikus stílust képviselő oktatók helyett a Nemzeti Színház „modern” stílusát megtestesítő tanárok kerültek. Korszerűsödött a tananyag, de nem alakult ki új, egységes oktatási koncepció.
Igazgatóságának idején tört ki az első világháború, amely megnehezítette a színészoktatást is. 1919-ben kikiáltották a Tanácsköztársaságot. A proletárdiktatúra 133 napos fennállása alatt az Oktatásügyi Népbiztosság – amelyben az akkori szellemi élet olyan jelentős képviselői dolgoztak, mint például a filmesztéta-író Balázs Béla, a filozófus Lukács György, a rendező Hevesi Sándor és a magyar avantgárd kiemelkedő alkotója, Kassák Lajos – a színházak államosításának tervével együtt az Akadémia főiskolává alakításáét is kidolgozta. Az akadémiai tervek nem valósultak meg, de alapját képezték az 1945-ben bekövetkező intézményi reformnak.
Az 1920-as–1930-as években az Akadémia arculatát a korszak legnagyobb hatású rendezője, Hevesi Sándor szabta meg, aki pedagógiai nézeteit és gyakorlatát az 1905–1908 között működő Thália Társaságnál végzett munkája során dolgozta ki, s tapasztalatait Az előadás művészete, illetve A színjátszás művészete című műveiben összegezte. Hevesi egy vizsgaelőadáson 1910-ben rekonstruált Shakespeare-színpadon játszatta A vihart, s bár a következő egy évtizedben is kötődött az Akadémiához, 1922-től, amikor a Nemzeti Színház igazgatójává nevezték ki, különösen szoros kapcsolatot alakított ki a két intézmény között. 1927–32 között tanára is volt az Akadémiának, s az ő kezdeményezésére ült össze az a bizottság, amelynek feladata az akkorra már elodázhatatlanná vált oktatási reform alapelveinek kidolgozása volt.

### Színészoktatási reform (1929)
Az 1929/30-as tanévtől bevezetett reform azokra az elvekre épült, amelyeket Hevesi két könyvében lefektetett. A színésznevelésben a természetességre, az átélésre, az értelem és indulat együttes jelenlétére, a formai sokszínűségre helyezték a hangsúlyt. Újításnak számított, hogy az előkészítő évben nem kizárólagosan versek, hanem különböző nehézségű prózai szövegek alkották a beszédgyakorlat anyagát. 1920-tól már heti hat órában tanították a szcenikai és rendezői ismeretek tantárgyat, de Hevesi irányításával 1929-ben színészképzésre épülő kétéves rendezőtanfolyam is indult. A rendezőoktatásnak azonban nem voltak meg a tárgyi és szervezeti feltételei, ezért csupán két évfolyam végzett.
Hevesi szellemiségének folytatója a Nemzeti Színház kiemelkedő színésze, Ódry Árpád lett, aki 1929-től tanára, 1930–37 között pedig főigazgatója volt az Akadémiának. Igazgatóságának első éveire esett a gazdasági világválság, amelynek hatása az oktatás körülményeire és a hallgatók anyagi viszonyaira is nagymértékben kihatott. Ennek ellenére Ódry is számos újítást vezetett be: a színészek is hallgatták a rendezőknél bevezetett színpadtechnikai enciklopédia tárgyat, az egyéni repertoár bővítésére, a szerepek kidolgozásának elősegítése céljából rendszeresítették a korrepetálást, koncentrálták az elméleti tárgyakat, s az 1932/33-as tanévben egyéves filmszínészi osztály indult. A későbbiekben a filmszínészet rendes tantárgy lett.
Az 1930-as évek végétől a kül- és belpolitikai események, a világháborús készülődés a Kiss Ferencnek, a Nemzeti Színház színészének vezetése alatt működő Akadémia életét is megnehezítette. 1944-ben, amikor Magyarország háborús színtér lett, az oktatás megszakadt.

### Színház- és Filmművészeti Főiskola (1948)

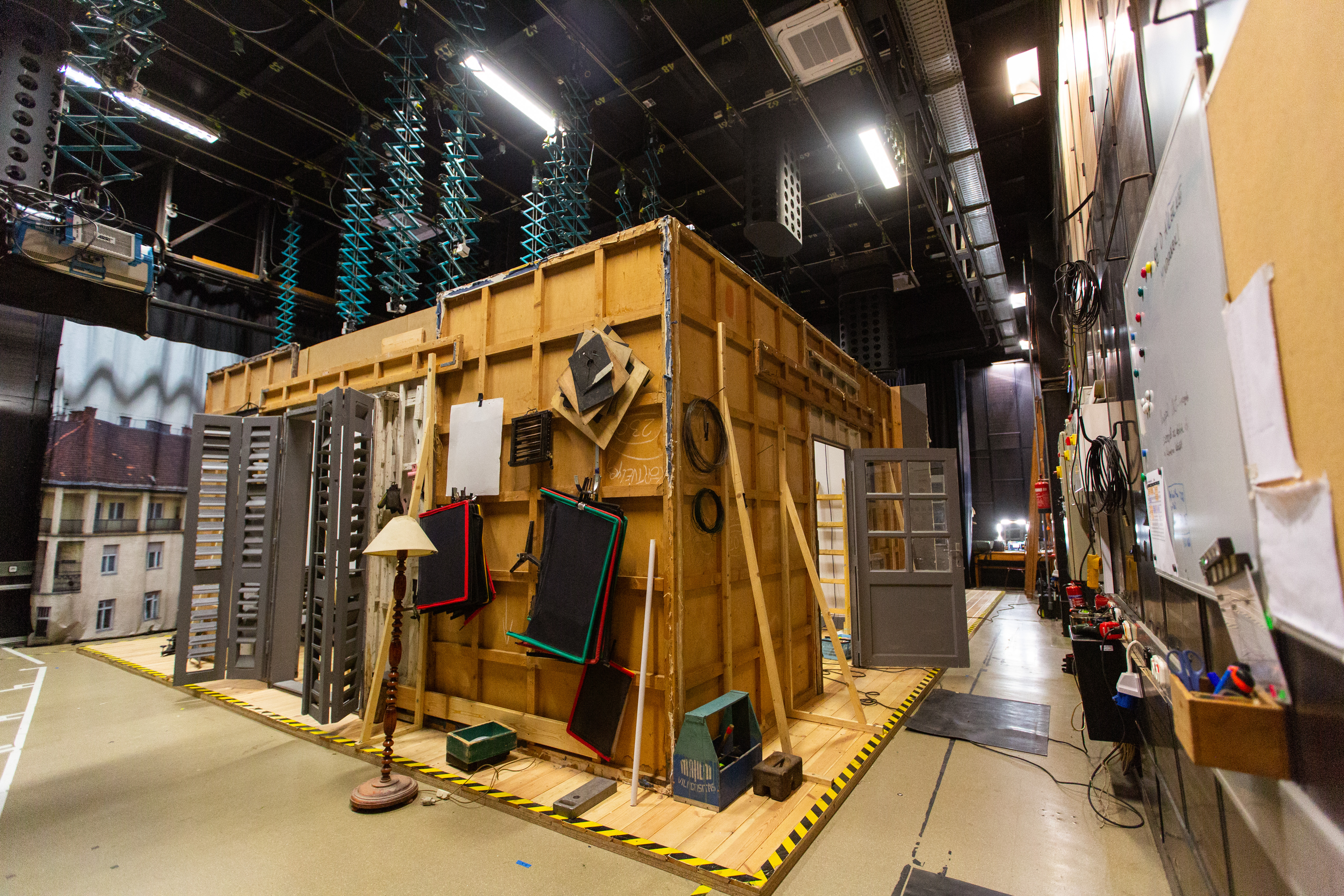
Zsigmond Vilmos Mozgóképművészeti Intézet

1945-ben a 80%-ban elpusztult Budapesten roppant hamar újra játszani kezdtek a társulatok, és az Akadémia is megnyitotta kapuit. Hont Ferenc, a két világháború közti időszak baloldali magyar avantgárdjának egyik kulcsfigurája kapott megbízatást arra, hogy megteremtse az oktatás feltételeit és előkészítse az intézmény főiskolai rangra emelését.
Hont a Tanácsköztársaság idején született terveket is figyelembe véve, nagyszabású koncepciót dolgozott ki, amelynek alapján a színészoktatás mellett a színpadi rendezők, a filmrendezők és operatőrök, a táncrendezők, a dramaturgok és színházelméleti szakemberek képzése is elkezdődött. Az oktatómunka teoretikus hátterét színház- és filmtudományi intézet, gyakorlati terepét pedig önálló színház, illetve filmstúdió szolgálta volna, ám ezek végül is nem váltak az Országos Magyar Színművészeti Akadémia szerves részévé. Széles körű tehetségkutatás eredményeként a szegényparaszt és munkás fiatalok tucatjait iskolázták be, akik a színészi-rendezői tanulmányaikkal párhuzamosan szerezték meg középiskolai végzettségüket is. Hont irányításával az ország háború utáni újjáépítésének nagyon nehéz időszakában konszolidálódott az Akadémia működése, és teremtődtek meg a főiskolává válás feltételei, amelynek következtében 1948. január 1-jétől az intézmény Színház- és Filmművészeti Főiskola lett.
1949-ben, az egypárti kommunista uralom kialakulásakor Hont Ferencet eltávolították a főiskola éléről, így a szocialista realizmus érvényesítése jegyében végrehajtott tantervi változtatásokat már nem ő vezette be. Az oktatás alapja minden szakon a Sztanyiszlavszkij-rendszer lett, az elméleti tárgyak egy részét ideológiaiak váltották fel, de a gyakorlati képzés nem kapott kellő hangsúlyt (ez különben a színészoktatást kezdettől fogva jellemezte). Ugyanakkor kiváló tanárok sora kezdett tanítani. A filmrendezőképzést Radványi Géza indította el, s Illés György közel félévszázadon keresztül nevelte azokat a világszerte elismert művészeket, akik teljesítménye fémjelzi a magyar operatőriskolát. A színészeket a Nemzeti Színház kiváló rendezője, a nagyszerű pedagógus, Gellért Endre oktatta, a rendezőket a Nemzeti igazgatója, Major Tamás. Háy Gyula író vezette a dramaturgosztályokat. A táncrendező szak néhány év után átalakult, mert a néptáncmozgalom országos kiteljesedése miatt elsősorban és nagy számban táncpedagógusokra volt szükség, tehát 1957-ig ezeket képezte a főiskola.

### 1956
Az 1956-os forradalom sem az oktatás menetében, sem tartalmában nem okozott gyökeres változást. Simon Zsuzsát (1950–56) Olthy Magda, a Nemzeti Színház neves színésznője (1957–61) váltotta fel a főigazgatói székben. 1958-ban megnyílt a harmincas évek legendás tanáráról, Ódry Árpádról elnevezett színpad, (Ódry Színpad) s ezzel egy csaknem százéves vágy teljesült: a színházi képzést önálló színház szolgálja. A filmesek egy kápolnából átalakított stúdióban dolgozhattak, s tantermeik egy palotában kaptak helyet. A hatvanas-hetvenes években kezdte pályáját az a filmes generáció, amelynek tagjai megalapozták a magyar filmgyártás sikereit, s akik olyan mesterektől tanulhattak, mint Makk Károly, Máriássy Félix vagy Herskó János.
A hatvanas-hetvenes évek színész és színházi rendezőképzését is kiváló mesterek sora biztosította. Mindenekelőtt Nádasdy Kálmán, aki többek között a Magyar Állami Operaház főrendezője és igazgatója, a Nemzeti Színház rendezője volt, s 1950-től generációkat tanított. 1964-től egy évtizeden át a főiskola rektori posztját töltötte be. Az ő igazgatása alatt, 1971-ben lett a főiskola egyetemi jellegű intézmény, ugyanebben az évben új szakok indultak: a színházelméleti mellett a televíziós rendező és operatőr szak. Az ő vezetői egyénisége integrálta az akkori színházi élet legkiválóbb rendezőiből – Várkonyi Zoltán, Major Tamás, Ádám Ottó, Vámos László, Pártos Géza stb. – álló tanári kart.
1974–79 között Várkonyi Zoltán, a Vígszínház igazgatója töltötte be a rektori posztot, aki számos intézkedést tett annak érdekében, hogy az oktatásban az elmélet és gyakorlat aránya egészségesebb legyen, megteremtette a televíziós szakemberoktatás technikai bázisát, illetve a színészutánpótlás biztosítása érdekében közreműködésével és közbenjárására indították be a drámatagozatos gimnáziumi osztályokat, s még ő készítette elő, hogy 1979-ben sok éves kihagyás után folytatódhasson a dramaturgképzés.
A nyolcvanas években mind a színházi, mind a filmes-televíziós szakmában nőtt a szakemberigény, ezt a főiskola Simó Jenő (1979–87) és Kazimir Károly (1987–90) rektorok irányítása alatt végzett feszített munkával, több és nagy létszámú osztályok indításával igyekezett kielégíteni.

### 1989/90
Az 1989–90-es politikai rendszerváltást követően a diákok kezdeményezésére Babarczy László rektorságának idején (1990–94) felgyorsult a főiskolai reformok kidolgozása és bevezetése. Ez mindenekelőtt a filmes képzésben hozott látványos eredményeket, mert egyrészt a szakmai kereslethez igazodva olyan új szakokat indítottak, mint producer, televíziós szerkesztő-riporter és műsorvezető, másrészt bevezették a kétszintes oktatást, illetve a rendezők, operatőrök, vágók és producerek együttes, komplex oktatási formáját. A színész és rendező főtanszakot összevonták, létrehozták az elméleti tanszéket, az ideológiai tárgyakat törölték, s megkezdődött a drámapedagógusok képzése.
1994-től 2001-ig Huszti Péter, színész-rendező, főiskolai tanár töltötte be a rektori tisztséget. Első intézkedéseinek egyike a fölvételi vizsgák gyakorlatának megújítása volt, eszerint a jelöltek a harmadik fordulóban leendő osztályvezető tanáruk irányításával egyhetes közös felkészülésen adnak számot képességeikről, ami után a pályaalkalmasságról biztosabb döntést lehet hozni.
Huszti sokat tett azért, hogy az intézmény nemzetközi kapcsolatai szélesedjenek. Egyrészt nemzetközi workshopokat rendezett, amelyeken a világ minden részéről érkeztek főiskolások és egyetemisták, másrészt rendszeressé tette a környező országokban magyar nyelven képező színházi főiskolák közötti oktatási együttműködést. Az ő rektorságának idején váltak rendszeressé a kétévente megtartott nemzetközi operatőr-workshopok, 1995-ben kezdődött meg a bábszínészoktatás, illetve 1996-tól a filmeseknek a digitális technika előnyeit kihasználó oktatási reformja – amelynek kidolgozása Simó Sándor nevéhez fűződik –, valamint 1997-ben indult a színházi és 1999-ben a filmes Doctor of Liberal Arts (DLA) iskola.

### 2000
2000. január 1-jétől az intézmény egyetemi címet kapott.

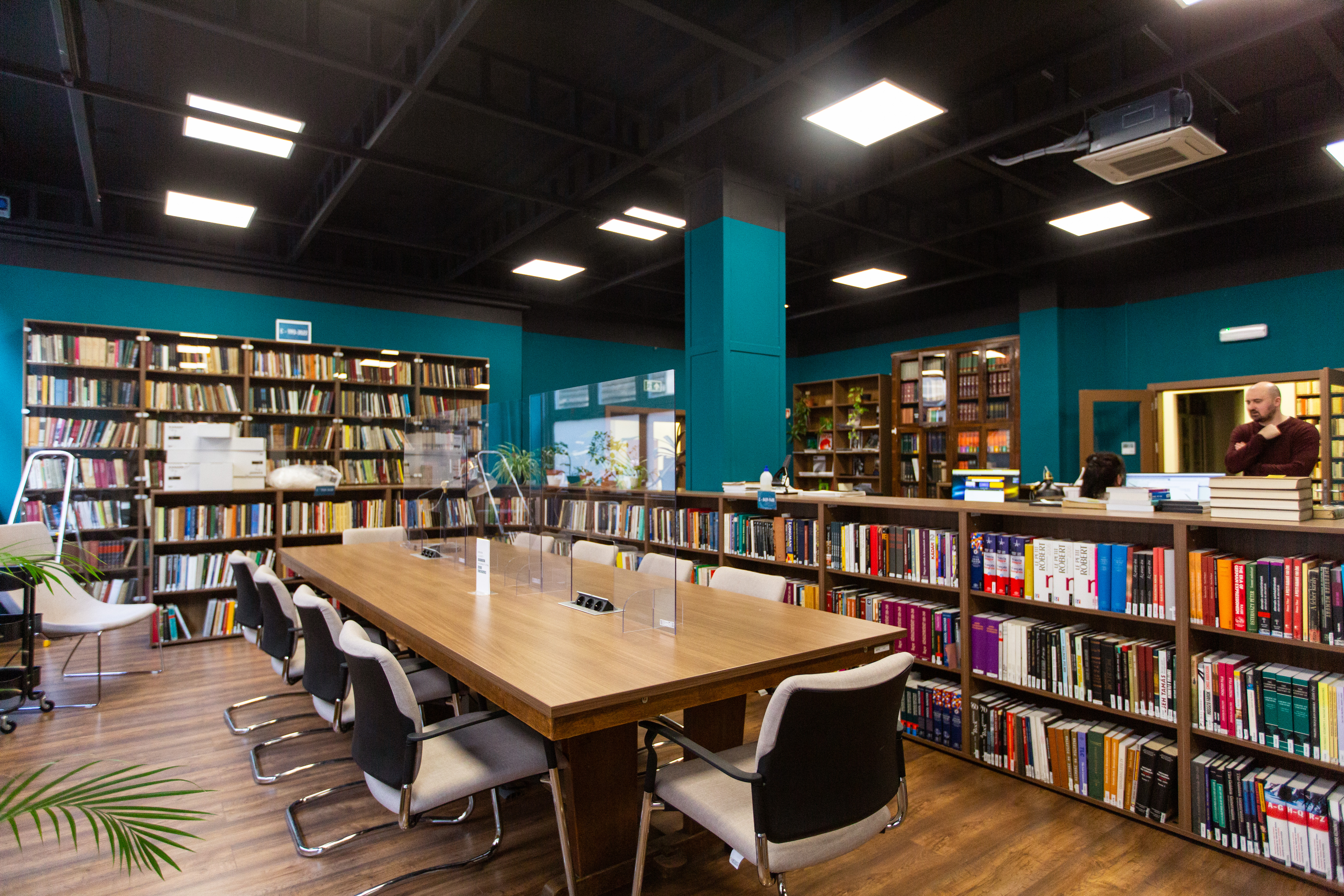
Könyvtár, Kottatár és Médiatár(1088 Budapest, Vas u. 2/d)

Az iskola történetében a generációkat összekötő folyamatosság biztosítja az elődök eredményeinek hasznosítását, és az oktatásnak a kor követelményeihez igazodó szüntelen megújítását. Az évtizedek folyamán a művészi tehetségek hosszú sora indult innen, sikeres életútjára, és a legkiválóbbak közül számosan tekintették minden időben megtisztelő feladatuknak az utánuk következő nemzedékek tanítását. Az egyetem egyik legfontosabb sajátossága, hogy az egyetemi tanárok valamennyien aktív művészek, a magyar színházi élet, a filmművészet, és a magyar televízió kiemelkedő személyiségei, akik művészi gyakorlatuk leszűrt tapasztalatait adják át növendékeiknek. Általuk az egyetem szorosan kapcsolódik a művészi élet vérkeringéséhez. A tanári karban jelen vannak a magyar színház- és filmművészet különböző irányzatainak képviselői. Az oktatás a tanár egyéniségétől, művészi alkatától függően sokszínű, és teret nyújt a tananyag kiválasztásában, a tanítás módszereiben a változatosságnak. A sokféle művészeti útkeresést azonban összekapcsolja az a közös törekvés, hogy az oktatás középpontjában a művészjelölt tehetségének, személyiségének, alkotóképességének kibontakoztatása álljon.
A Színház- és Filmművészeti Egyetem az ország egyetlen olyan egyetemi besorolású felsőoktatási intézménye, amely a színház, a film- és a televízió leendő előadóművészeinek főiskolai vagy egyetemi diplomát nyújt. Figyelembe véve azonban, hogy számos más felsőoktatási intézmény, magániskola, és sok különböző stúdió kínál a színház, a film, a televízió, a videó és a média iránt vonzódó fiataloknak tanulási lehetőséget, a Színház- és Filmművészeti Egyetem olyan képzési feltételeket és programokat igyekszik kialakítani, amelyek minden tekintetben a minőségnek kedveznek, a legmagasabb színvonalat tudják biztosítani. Az egyetemen az elismert előadóművészek, a szakma kiválóságai oktatnak.
Az egyetem feladatának tekinti, hogy a drámai művészetek és intézményeik, a színház, a film, a televízió, a rádió számára ígéretes tehetségű, művelt, az egyetemes és a nemzeti kultúra értékeit ismerő, megalapozott szaktudású művészeket, és művészeti szakembereket képezzen, és tovább képezzen. Felkészítse hallgatóit a színházi és mozgóképi kultúra ismereteinek elsajátítására, alkalmazására és fejlesztésére, művészeti alkotások létrehozására, új szakmai teljesítmények elérésére, a színháztudomány és mozgóképtudomány művelésére.
A tantervek középpontjában intenzív szakmai műhelymunka áll. Az egyetem saját szervezésében színházi előadásokat tart, tanulmányi célú filmeket, televíziós játékokat, videoprogramokat készít.
Az egyetem vizsgamunkái és hallgatói gyakorta díjazottjai a nemzetközi fesztiváloknak. Az elért eredmények legfontosabb mutatója, hogy az iskola végzett növendékei a művészeti szakterületük élvonalába tartoznak. A hazai és nemzetközi sikereket, elismeréseket szerzett magyar színház, film- és televíziós művészek legtöbbje itt kapta szakmai felkészítését, művészi indíttatását
A Színház- és Filmművészeti Egyetem ma Európa egyik legsokoldalúbb, minőséget adó képzésben legszínvonalasabb intézménye.
Az egyetem a piaci viszonyoknak a szakmában és a képzésben való megjelenésben is meg tudta őrizni minőség- és érték centrikus szemléletét és vonzerejét is. A jelentkezők száma nem csökken. Évente mintegy 20-szoros a túljelentkezés. A magániskolákat és stúdiókat végzettek is igyekeznek bekerülni az egyetemre. Nőtt a jelentkezők szakmai előképzettsége is. Ennek alapján emelkedett a második diplomájukat megszerző, költségtérítéses hallgatók száma.

### 2020–
Gothár Péter Katona József Színházbeli zaklatási botránya után az egyetem 2020 januárjában esedékes rektori kinevezésének elhalasztották. 2020 februárjában elkezdődtek az Innovációs és Technológiai Minisztériummal (ITM) az intézményi modellváltás kapcsán tartott értekezletek, előbb a művészeti egyetemek kancellárjaival, majd az ekkori – illetve a korábbi években többször is előkerült – tervek szerint annak a négy egyetemnek (a SZFE-n kívül a Magyar Képzőművészeti Egyetem, a Magyar Táncművészeti Egyetem és a Liszt Ferenc Zeneművészeti Egyetem) a rektoraival, amelyek egy közös alapítvány fenntartása alá kerültek volna. Azonban az egyeztetések folyamán az áprilisi tájékoztatóban már a korábbi elképzelés helyett a négy egyetem egy-egy önálló alapítvány fenntartásába kerülne, ami megvalósításában a 3 másik felsőoktatási intézmény szóban haladékot kapott, a SZzFE nem. Még ebben a hónapban Bódis József és Horváth Zita látogatást tett az egyetemen, elmondták, hogy a fenntartó a 2021 januárra tervezett modellváltástól több lábon álló struktúrát, átláthatóbb és fejleszthető finanszírozást remél és a „vezetői válság” (M. Tóth Géza megbízatásának lejárta után ketten pályáztak a rektori székre: Upor László és Bagossy László, a szenátus előbbit támogatta, aki a SZFE oktatási rektorhelyetteseként látta el ekkortól a rektori feladatokat a következő rektor kinevezéséig, a kancellár és az intézetvezetők támogatásával, de döntés nem született) megoldását.
Bár időközben hat másik egyetemet (az Állatorvostudományi Egyetemet, a Miskolci Egyetemet, a Moholy-Nagy Művészeti Egyetemet, a Neumann János Egyetemet, a Soproni Egyetemet és a Széchenyi István Egyetemet) ekkorra már átállítottak az alapítványi működtetésre, az azokkal folytatott tárgyalásokat alapul véve májusban azt jelezték, a művészeti egyetemekre egyedi szabályokat kell alkotni. Írásos tájékoztatót a hónapok alatt felmerült kérésekre csupán ekkor kapott először az egyetem, de továbbra is sok bizonytalanságot éreztek a válaszokban. Ebben a minisztériumi levélben egy május 19-ei szóbeli kérés után 10 nappal, másodszor is megkérték az egyetemet, hogy tegyenek javaslatot a miniszter által kinevezendő kurátorok személyére (akik közül csupán egy lehet alkalmazotti viszonyban az egyetemmel). Pár nappal később Semjén Zsolt beterjesztette a törvényjavaslatot a Színház- és Filmművészeti Egyetemért Alapítványról, majd újabb pár nap múlva egy interjú által tudatosul a vezetőségben, miszerint szeptember 1-ével nem csupán a vagyonjuttatásra vonatkozó 3-5 § lép hatályba, hanem maga a modellváltás. Ugyanebben az interjúban Bódis József, bár dicsérte is az egyetemet, nem cáfolta a felmerülő híreszteléseket.
Az egyetem vezetősége ezt követően sajtóközleményt adott ki a benyújtott törvénytervezet, az államtitkár interjúja és a majdani átállás tárgyában. A június 4-i megbeszélésen miniszteri biztos utal rá, hogy az egyetem a kiadott ütemezés szerint késésben van, míg a kancellár felhozza, hogy jelezték már, hogy a feladatok a fennálló jogszabályok betartásával nem végezhetők el. A biztos felhívja a figyelmet arra is, hogy a terv szerint július folyamán véglegessé válik a vagyonkezelői alapítvány kuratóriumának névsora, és tájékoztatja a jelenlevőket, hogy a kurátorokra, valamint az alapítványt felügyelő bizottság tagjaira történő javaslattétel informális és a fenntartó jogában áll, e szerint kikérték más szervezetek véleményét is. Aznap este a miniszter nevében dr. Pavlik Lívia e-mailben kéri Upor Lászlót, hogy másnap küldje el az SZFE által javasolt kurátorok és felügyelő bizottsági tagok névsorát. Másnap erre levélben jelezték, hogy az egyetem Intézetvezetői Tanácsa eddig ugyan június 22–25-ére ütemezte magának ennek a véglegesítését, de felgyorsítva a folyamatokat 16-án küldik meg a jóváhagyott listát. Ezen kívül a vezetőség egy nyílt levelet is kiadott, amiben kifejtették, hogy a kormányzati szándékot tudomásul vették, bár nem értettek egyet vele, az átalakítási tervben megpróbálták a lehetőséget látni, az egyeztetéseken kétségeiket, kérdéseiket megfogalmazni, de úgy vélik, az új modellben sem az egyetemi autonómia, sem a szaktudás érvényesítésének garanciái nem jelennek meg. 16-án az egyetem vezetősége eljuttatta javaslatait a vagyonkezelői alapítvány kuratóriumának összetételére és tagjaira, valamint a felügyelő bizottság tagjaira.
Egy héttel később, egy az egyetemi HÖK által kiadott videóanyagban is elmondták, hogy az átalakításra – miszerint az egyetem magánalapítvány tulajdonába kerül, élére a kormány által kinevezett, teljes hatalmi jogkörrel ellátott ötfős kuratórium kerül – szabott idő nagyon szűk, amiről „valós egyeztetések és szakmai érvek híján” a fejük felett született döntés. Ugyanekkor megkereséssel fordultak a Magyar Teátrumi Társasághoz is, hogy fejtsék ki véleményüket a modellváltással kapcsolatban, melyre nyílt levélben válaszoltak leszögezve, nincs sem az átalakulás jogszabályaiban hivatalos érintettségük, az egyetemhez sincs jogi viszonyuk, így, mivel az nem tagja a társaságnak, érdekképviseletet sem láthat el, csupán véleményezhet. Ez alapján a – Vidnyánszky egy korábbi interjújában úgy fogalmazott: a hetvenes évek közepétől kezdve – kormányzatokon átívelő gazdasági, infrastrukturális és minőségi hiányosságok miatt elengedhetetlen, hogy változások történjenek, a felsőoktatási autonómia messzemenő figyelembevételével, ismertetve, hogy a társaság szerint mik a lehetőségek a modellváltásban és aggodalmukat fejezve ki a hallgatói és oktatói petíciókkal, demonstrációkkal, felhívásokkal kapcsolatban. A levelet az elnök, Vidnyánszky Attila és a négy alelnök, Szabó Ágnes, Pataki András, Cseke Péter és Oberfrank Pál írta alá. Eközben májusban, hogy a diákok behozhassák a koronavírus-járvány miatti lemaradásokat, meghosszabbították a tanévet augusztus végéig.
2020. július 9-én kihirdették az alapítványtól az egyetemnek történő vagyonjuttatásról szóló törvényt. A hónap végén az ITM bejelentette, az alapítvány kuratóriumi elnökének a színházi szférában addigra már több jelentős pozíciót betöltő Vidnyánszky Attilát választották és nyilvánosságra hozták a tagokat is. A közlemény azt is tartalmazta, hogy a jogszabályok egyéves átmenetet biztosítanak, addig kötelezően érvényben maradnak az alapítványi működtetésben megszűnő közalkalmazotti foglalkoztatás egyes feltételei, ezen kívül öt éven át garantálják a korábbi jogállás alapján járó jubileumi jutalmakat is. Ezt követően augusztus elsején felmondott az egyetem két tanára, Gáspár Máté és Zsámbéki Gábor. Egy augusztus 4-ei riportban a HÖK vezetői elmondták, célul tűzték ki, hogy a minisztérium a kuratóriumba az egyetem által javasolt emberek közül legalább hármat válasszon be, ebben látnák az intézmény demokratikus működésének elengedhetetlen részét. Ez azonban nem történt meg, arról a listáról senki sem került a tagok közé. Bizalmuk ezért Upor László rektori kinevezésével sem térne vissza, az ő személyes és a szenátus jogkörének teljes visszaállítása nélkül, ugyanis csak ez biztosíthatná az egyetem hatalmát, autonómiáját.
2020. augusztus 12-én a Színház- és Filmművészeti Egyetem szenátusa egyhangúlag elfogadta az ITM modellváltással kapcsolatos feladatlistának megfelelően az egyetem által elkészített megújult, a jövőre is érvényesnek tekintett Szervezeti és Működési Szabályzatát (SzMSz), egyúttal megfogalmazta javaslatát a modellváltás után életbelépő Alapító Okirat szövegére, amit nyilvánosságra is hozott. 10 nappal később (25-én) „Egyetlen kérdést szeretnénk intézni Vidnyánszky Attilához” címmel közleményt adott ki, melyben a címzett által az intézményre tett és oktatókkal kapcsolatosan megfogalmazott vélemények és kritikák felsorakoztatása után a „kölcsönös tiszteleten alapuló párbeszéd” mikéntjére kérdeztek, miközben augusztus 18-án bejegyzésre került a Színház- és Filmművészetért Alapítvány és kuratóriumának tagjai, amely szeptembertől a Színház- és Filmművészeti Egyetem tulajdonosi jogait gyakorolja. Az egyetem által javasoltak közül senki nem került be a testületekbe. A minisztérium által szervezett augusztus 27-ei találkozón az egyetem modellváltásért felelős vezetője, a kancellár jelent meg és kapta kézhez a már augusztus 24-én aláírt alapdokumentumokat, annak ellenére, hogy az SZFE vezetőségét a minisztérium minden korábbi találkozón úgy tájékoztatta, hogy ezek a dokumentumok tárgyalás és egyeztetés útján válnak majd szeptember elsejétől véglegessé, mivel ezzel az okirattal szeptember 1-jétől az SZFE alapítói és fenntartói jogai a közérdekű vagyonkezelő alapítványhoz kerültek.
Augusztus 30-án Orbán Viktor a fenntartóváltásra hivatkozva visszavonta a korábban általa kinevezett kancellár – még 2015–2016-ban vezették be a konzisztóriumi és kancellári rendszert –, dr. Vonderviszt Lajos megbízatását a Színház- és Filmművészeti Egyetemen. Másnap a Színház és Filmművészeti Egyetem vezetése és szenátusa bejelentette lemondását, aminek okaként a következőket sorolták fel: „az alapítványi fenntartásba került egyetem alapdokumentumait múlt héten küldte el Vidnyánszky Attila kuratóriumi elnök a kancellárnak, amely értelmében szeptember elsejétől a szenátus az egyetem legfőbb döntéshozó szerve többé nem dönthet saját működési szabályzatáról, nem szólhat bele a költségvetésbe, nem fogadhatja el intézményfejlesztési tervét, nem választhatja meg az egyetem rektorát, nem jogosult önállóan intézetvezetőket és osztályvezető tanárokat kinevezni, osztályokat indítani”. Augusztus 31-én a kuratórium elnöke az M5 híradójában azt nyilatkozta, hogy az egyetem által összeállított SzMSz a bebetonozása volt annak, ami van, a kuratórium ezért egy maga által összerakott alapján fog működni szeptember 1-jétől. Nehezményezte, hogy ennek megbeszélésén sem az egyetem vezetése nem jelent meg, sem a diákönkormányzat vezetése. Ugyanaznap az ATV Egyenes Beszéd című műsorában kérdésre elmondta, a tiltakozások miatt nem vonul vissza, és hogy az egyetem lemondott vezetése nem akart tárgyalni a kuratóriummal az együttműködésről, szerinte kimentették magukat a minisztérium által javasolt tárgyalás alól, a diákok pedig pusztán ultimátumokban gondolkodtak.

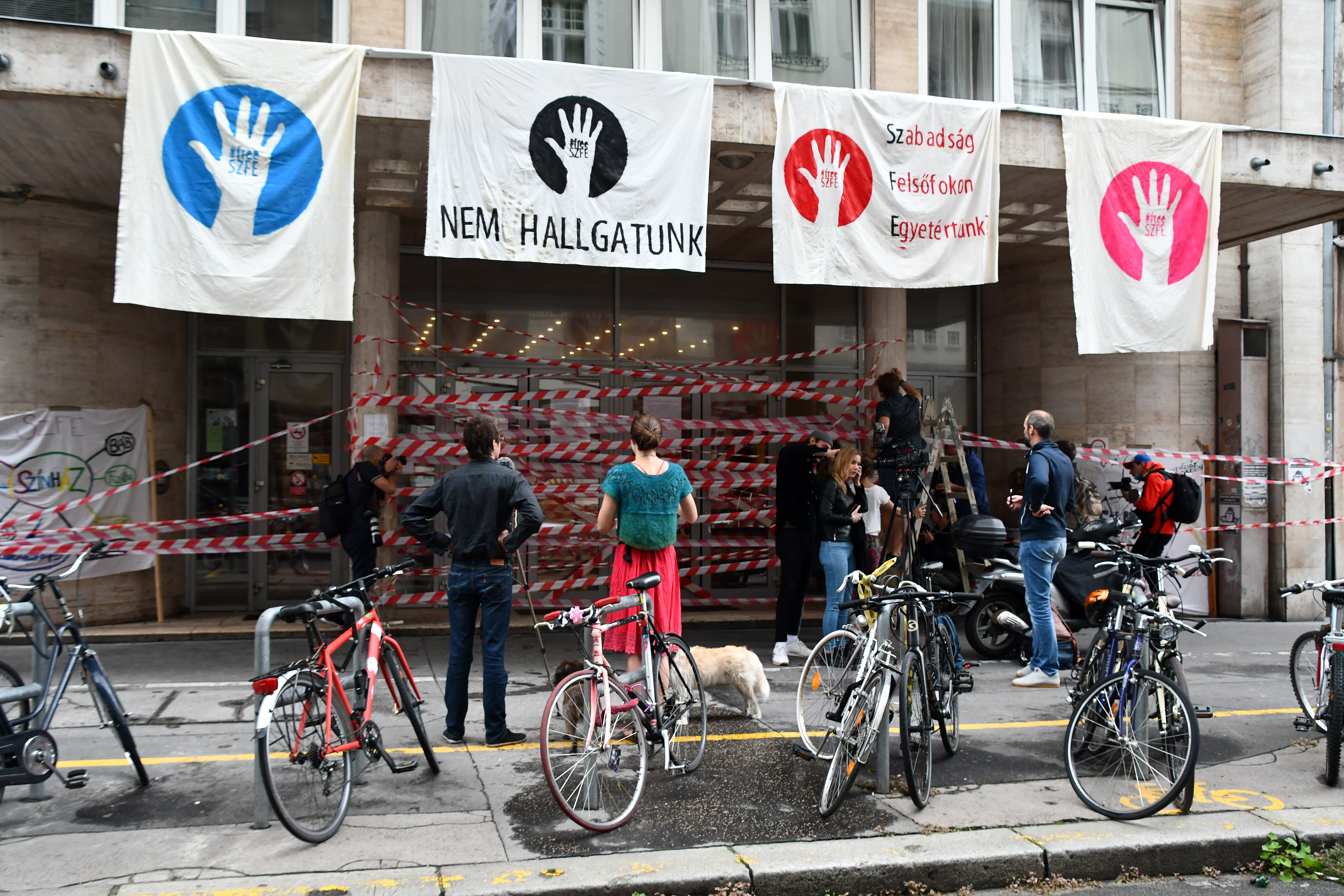
Az átalakítás ellen egyetemfoglalással tiltakozó hallgatók 2020. szeptember 1-jén eltorlaszolták a Központi épület Vas utcai bejáratát

Az akkori Hallgatói Önkormányzat (HÖK) az új rendszert illegitimnek tekintette. Egy még a 2020 nyarán általuk készített online felmérés (amire a 353 nappalis hallgatóból 210 válaszolt) és az erről szóló tájékoztató videó szerint a válaszadók 40 százaléka utasította el a magánegyetemmé válást, viszont az, ahogyan ez megtörtént, azt már 100 százalékuk, ugyanakkor a kérdőívet kitöltők 3 százaléka szerint a „külső beleszólás” akár jó hatással is lehet a képzésükre, majdnem 70 százalék pedig azzal a megfogalmazással értett egyet, hogy „a modellváltás valós célja az intézmény hosszú távú, ideológiai és politikai elfoglalása”.
Az új vezetőség ellen tiltakozó egyetemi diákság önálló elhatározás eredményeként, szeptember 1-én elfoglalta a Vas utca utcai Központi épületet, ahol az Ódry Színpad is található. A kétszáz-kétszázötven barikádot állított hallgató döntötte el, milyen vezetőket, oktatókat engedtek be meghívásos alapon, és kiket tartanának távol az intézménytől, akiken felül csak egyetemi polgároknak és az adminisztratív személyzetnek biztosítottak bejárást. Éjszakánként egy fix 5-7 fős őrséget vezettek be, akik közülük minimum ketten mindig ébren voltak (volt közöttük hallgató, oktató, tanár, végzett színész, színművész, rendező stb.). Kialakítottak egy a felsőoktatási intézmények számára kiadott kormányzati ajánlásnál szigorúbb járványügyi protokollt is. Minden nap délután három órakor sajtótájékoztatót tartottak. Az akció hamar pozitív fogadtatásra talált, szimpatizánsok ajánlottak fel anyagi és eszközbeli támogatást, segítséget. Az ügy mellett számos hazai és külföldi felsőoktatási intézmény, színházak, társulatok, civil szervezetek, neves külföldi és magyar művészek sora fejezte ki kiállását és szolidaritását. Több demonstráció, élőlánc és felvonulás szerveződött, egy a követeléseiket összefoglaló charta-t is eljuttattak az országgyűléshez. Upor László, lemondott rektorhelyettes a „kísérleti tanköztársaság” kiépítésének bejelentésekor hangot adott annak, hogy az egyetemet „jól finanszírozott hazugsággyár próbálja hitelteleníteni, értékeit alapjaiban kérdőjelezik meg”. A történtek miatt egy hét csúszással, önkormányzó formában kezdődött el a tanítás.
2020. október 1-től – a lemondott Novák Eszter és Upor László helyére – két új rektorhelyettest nevezett ki a fenntartó alapítvány kuratóriuma az intézmény élére: Novák Emil (általános) és Zalán János (oktatási). A kancellári pozíciót Szarka Gábor jogász (leszerelt ezredes, korábban többek között a honvédelmi miniszter kabinetfőnöke és a Nemzeti Közszolgálati Egyetem-campus főigazgatója) kapta. (Őt sem engedték be az egyetem épületébe.) A diákok a Szentkirályi utcai ingatlant is elfoglalták. A tiltakozók által felállított sztrájkbizottság egyik tagja, Németh Gábor nyilatkozata szerint, az intézményben oktatók 60%-a és mellettük más típusú munkavállalók közül is többen beszüntették a munkát.

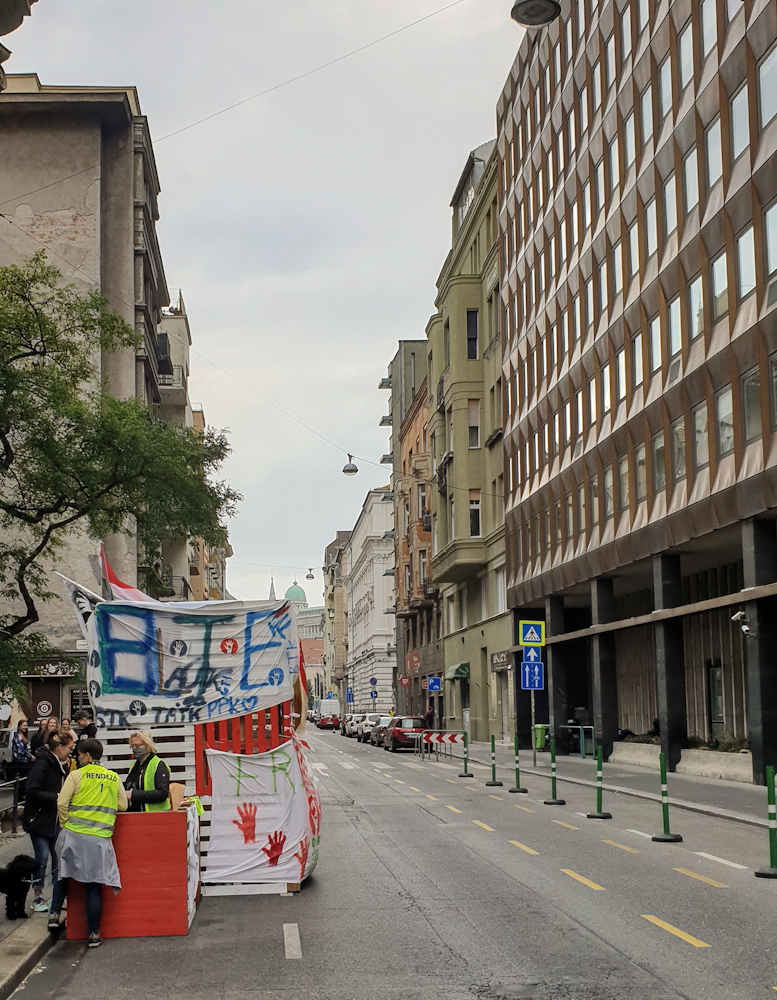
A diákok őrtornya a Fő utcában, az Innovációs és Technológiai Minisztériummal szemben

Október 13-án az egyetem vezetése bejelentette, hogy befejezettnek nyilvánítják a „tanköztársaságot”, annak infrastrukturális és pénzügyi feltételeit a továbbiakban nem biztosítják. Ennek első jeleként Szarka Gábor kancellár utasítására este 6 és reggel 7 óra között kikapcsolták az internetet az egyetem Vas utcai és Szentkirályi utcai épületében. Október 16-án Szarka Gábor az őszi szünetre, karbantartásra és a koronavírus-járvány miatti fertőtlenítésre hivatkozva elrendelte az egyetem épületeinek és kollégiumának kiürítését. A tiltakozó hallgatók változatlanul kitartottak a követeléseik mellett. Még az aznap esti sajtótájékoztatón közölték: a kiürítést megakadályozzák, a blokádot folytatják. A színház oktatói egy nyilatkozatot adtak ki, miszerint a rendkívüli szünetet szakmai és pedagógiai szempontból végtelenül károsnak tartják, ugyanakkor felhívták a figyelmet arra, hogy álláspontjuk szerint a rendkívüli szünet elrendelésének módja a Munka Törvénykönyvével is ellentétes.
A Fővárosi Önkormányzat nyilatkozatot adott ki, amely szerint „...nem a Vidnyánszky Attila-féle kuratórium, hanem a tanszabadságért küzdő hallgatók közléseit, kezdeményezéseit tekinti továbbra is irányadónak a Fővárosi Önkormányzat és a Színház- és Filmművészeti Egyetem együttműködésében. Ezért fenntartja felajánlását, amelyet a Színház- és Filmművészeti Egyetemen az intézmény autonómiájáért, tanszabadságért küzdő és az egyetem életébe történt törvénysértő beavatkozással bátran szembeszálló hallgatóknak tett. Ennek értelmében.... a városvezetés a lehetőségeihez mérten kész minden segítséget megadni az SZFE diákjai számára. Budapest vezetése elkötelezett a tanszabadság és az egyetemi autonómia mellett és elfogadhatatlannak tartja, hogy a kormány és kinevezettjei a nyers erő politikájával akarják ellehetetleníteni az ország és Budapest egyik legjelentősebb felsőoktatási intézményének működését.”
A hallgatók végül november 9-én feladták a blokádot, miután a kormány bejelentette a koronavírus-járvány második hullámának kezelésére vonatkozó intézkedéseit. 2020. november 26-án bejelentették, hogy az intézmény Színházművészeti Intézetének új vezetőjének Bodolay Géza rendező, a Film- és Médiaintézethez Sára Balázst, december elején pedig az Elméleti Intézet élére Antal Zsoltot nevezték ki.
2021 januárjában bejelentették, hogy az egyetem intézményei korábbi nagy magyar művészek neveit veszik fel. Az ennek értelmében létrejött három szervezeti egység:
- Sinkovits Imre Színházművészeti Intézet (új oktatók a HVG „egyetemi forrása” szerint: Szarvas József, Homonnay Zsolt, Sáfár Mónika, Pataki András, Kiss B. Attila, Kis Domonkos Márk, Soós Péter)[63][64][65]
- Zsigmond Vilmos Mozgóképművészeti Intézet (új oktatók a HVG „egyetemi forrása” szerint: Medveczky Balázs, Lukácsy György, Deisler Szilvia, Koczka László, Koncz Gabriella, Baska Barbara, Erhardt Ágoston, Csáky Attila, Komár István, Koltay Gábor, Banner Géza, Makó Andrea, Velkovics Vilmos, Zsigó Ferenc, Hernády Zsolt, Virágh Adél)[63][64][65]
- Németh Antal Drámaelméleti Intézet.[66] (új oktatók a HVG „egyetemi forrása” szerint: Balázs Géza, Kulcsár Edit, Szabó Csilla[65])

2021. januárjában bejelentette távozását az intézményből Fullajtár Andrea és Szász János is. Februárban, a szemeszter kezdetekor további többi mint húsz oktató mondott fel: Ari Zsófia, Bagossy László, Báron György, Bodor Johanna, Csató Kata, Csizmadia Tibor, Dávid Attila, Fekete Ádám, Földényi F. László, Gábor György, Garai Judit, Gigor Attila, Gimesi Dóra, Kárpáti Péter, Kovács D. Dániel, Nagy Zoltán, Németh Gábor, Pálfi György, Róbert Júlia, Ruttkay Zsófia, Sellő Hajnal, Schulze Éva, Schwechtje Mihály, Szórád Máté, Tóth Péter, Upor László.
2021. májusában megválasztották az új szenátus tagjait: Erdélyi Gábor (Zsigmond Vilmos Mozgóképművészeti Intézet), Baska Barbara (Zsigmond Vilmos Mozgóképművészeti Intézet), Kiss-B. Atilla (Sinkovits Imre Színházművészeti Intézet), Pataki András (Sinkovits Imre Színházművészeti Intézet), dr. Bódi Zoltán (Németh Antal Drámaelméleti Intézet), Lajos Sándor, dr. Golden Dániel, dr. Káposztáné Jáger Éva, Bagány Márton.
Jelenlegi szenátusi tagok: Prof. Dr. Sepsi Enikő – rektor, Dr. Antal Zsolt – intézetvezető (Németh Antal Drámaelméleti Intézet), Dr. Herczeg Tamás – intézetvezető (Sinkovits Imre Színházművészeti Intézet), Dr. Vecsernyés János – intézetvezető (Zsigmond Vilmos Mozgóképművészeti Intézet), Fazekasné Helenkár Anita – gazdasági főigazgató, Harmat Zita – gazdasági igazgató, dr. Huszár Orsolya – nemzetközi igazgató, Prof. Dr. Balázs Géza – a Doktori Iskola vezetője, Balog Péter – a Hallgatói Önkormányzat elnöke.
Az Színmű átalakítása miatt távozó oktatók és hallgatók megalapították a 2021-ben bejegyzett FreeSZFE Egyesületet. A független alkotóműhely diplomát adó képzéseit a Közép-európai Egyetem fogadta be.
A Színház- és Filmművészeti Egyetem Szenátusa 2023. augusztus 28-i ülésén egyhangúlag támogatta Sepsi Enikő rektori pályázatát, az abban foglaltakat elfogadta. A Színház- és Filmművészetért Alapítvány kuratóriuma 2023. augusztus 29-én tartott ülésén a benyújtott rektori pályázatot a Szenátus véleményének ismeretében egyhangúlag támogatta és kezdeményezi az oktatásért felelős miniszternél Prof. Dr. Sepsi Enikő rektori megbízásának előterjesztését Magyarország köztársasági elnöke részére. Novák Katalin ezt követően, szeptember 5-én hozta meg a döntést, amely másnap jelent meg a Magyar Közlönyben.
Sepsi Enikő a Károli Gáspár Református Egyetem Bölcsészet- és Társadalomtudományi Kar Művészettudományi és Szabadbölcsészet Intézetének alapító vezetője. Az ELTE-n magyar–francia szakon 1993-ban végzett, doktori tanulmányait 1996 és 2000 között a Sorbonne-on, a párizsi École Normale Supérieure-ön és az ELTE Irodalomtudományi Doktori Programjában folytatta. Szakterülete a modern és kortárs francia és magyar költészet, a színháztudomány, fordítástudomány, vallástudomány.
A professzort 2010-ben a francia miniszterelnök az Akadémia Pálmák Lovagi fokozatával tüntette ki, 2022-ben pedig megkapta a Magyar Érdemrend lovagkeresztjét is.

## Vezetés

### Vezetők listája
| #  | Név               | Időszak   | Tisztség                                   |
| -- | ----------------- | --------- | ------------------------------------------ |
| 1  | gr. Festetics Leó | 1865–1880 | főigazgató                                 |
| 2  | Gömöry Oszkár     | 1880–1881 | főigazgató                                 |
| 3  | Mihalovich Ödön   | 1881–1893 | főigazgató                                 |
| 4  | Paulay Ede        | 1893–1894 | főigazgató                                 |
| 5  | Váradi Antal      | 1894–1907 | főigazgató                                 |
| 6  | Somló Sándor      | 1907–1916 | főigazgató                                 |
| 7  | Tóth Imre         | 1916–1928 | főigazgató                                 |
| 8  | Sebestyén Károly  | 1928–1930 | főigazgató                                 |
| 9  | Ódry Árpád        | 1930–1937 | főigazgató                                 |
| 10 | Kiss Ferenc       | 1937–1944 | főigazgató                                 |
| 11 | Hont Ferenc       | 1945–1948 | főigazgató                                 |
| 12 | Bányai Lajos      | 1948–1950 | főigazgató                                 |
| 13 | Simon Zsuzsa      | 1950–1956 | főigazgató                                 |
| 14 | Olthy Magda       | 1957–1961 | főigazgató                                 |
| 15 | Jeney Jenő        | 1961–1964 | főigazgató                                 |
| 16 | Nádasdy Kálmán    | 1964–1972 | rektor                                     |
| 17 | Várkonyi Zoltán   | 1972–1979 | rektor                                     |
| 18 | Simó Jenő         | 1979–1987 | rektor                                     |
| 19 | Kazimir Károly    | 1987–1989 | rektor                                     |
| 20 | Illés György      | 1989–1991 | rektor                                     |
| 21 | Babarczy László   | 1991–1994 | rektor                                     |
| 22 | Huszti Péter      | 1994–2001 | rektor                                     |
| 23 | Székely Gábor     | 2001–2006 | rektor                                     |
|    | Babarczy László   | 2006      | rektori feladatokat ellátó rektorhelyettes |
| 24 | Ascher Tamás      | 2006–2014 | rektor                                     |
| 25 | M. Tóth Géza      | 2014–2019 | rektor                                     |
|    | Upor László       | 2019–2020 | rektori feladatokat ellátó rektorhelyettes |
|    | Novák Emil        | 2020–2022 | rektori feladatokat ellátó rektorhelyettes |
| 26 | Rátóti Zoltán     | 2022–2023 | rektor                                     |
|    | Antal Zsolt       | 2023      | rektori feladatokat ellátó rektorhelyettes |
| 27 | Sepsi Enikő       | 2023–     | rektor                                     |

### Kuratórium
A Színház- és Filmművészeti Egyetemet 2020. szeptember 1-étől fenntartó Színház- és Filmművészetért Alapítvány kuratóriumi tagjai:
- Vidnyánszky Attila (elnök) a Nemzeti Színház igazgatója
- Lajos Tamás operatőr-producer
- Rátóti Zoltán színész-rendező
- Dr. Búza Éva

Az Egyetemen a közhasznú jogállásról szóló törvény szerinti felügyelő szervként működő Felügyelő Bizottság tagjai:
- Nemcsák Károly, a József Attila Színház igazgatója
- Szapáry György, 2015 óta a Magyar Nemzeti Bank elnöki főtanácsadója;
- Windisch László, 2013–2019 között a Magyar Nemzeti Bank alelnöke

## Szervezeti felépítés
- Rektorː Prof. Dr. Sepsi Enikő
- Oktatásfejlesztési és tudományos rektorhelyettesː Dr. Antal Zsolt
- Mozgóképművészeti rektorhelyettesː Dr. Vecsernyés János

### Intézetek

#### Sinkovits Imre Színházművészeti Intézet
Intézetvezető: Dr. Herczeg Tamás

##### Oktatók
- Ács Norbert
- Berettyán Nándor
- Cseh Dalma
- Bodolay Géza
- Galántai Csaba
- Herczeg Tamás
- Szabó Attila
- Termes Rita
- Ellinger Edina
- Fabók Mariann
- Fátrainé Kármán Emese Judit
- Fehérné Kovács Zsuzsanna
- Funtek Frigyes
- Grósz Zsuzsanna
- Hegedűs D. Géza
- Homonnay Zsolt
- Horváth Csaba
- Hruby Edit
- Vidnyánszky Attila
- Kesselyák Gergely
- Kincses Angéla
- Kiss-B. Atilla
- Koltai M. Gábor
- Lénárt András
- Lengyel Andrea
- Lezsák Levente
- Márta Judit
- Mátyássy Szabolcs
- Méhes László
- Nemes Szilvia
- Novák Eszter
- Oberfrank Pál
- Orbán János Dénes
- Pápai Erika
- Papp Márta
- Pataki András
- Pesty-Nagy Katalin
- Pfeiffer Gyula
- Quintus Konrád
- Rába Roland
- Rácz József
- Rátóti Zoltán
- Sáfár Mónika
- Selmeczi György
- Szabó K. István
- Szabó Stefán
- Szarvas József
- Szász Zsolt
- Szilágyi Bálint
- Tárnoki Márk
- Tompa Gábor
- Vida Gábor
- Szent-Ivány Kinga
- Vidnyánszky Attila
- Wasmerné Király Katalin Judit
- Zsótér Sándor

#### Zsigmond Vilmos Mozgóképművészeti Intézet
Dr. Vecsernyés János

#### Németh Antal Drámaelméleti Intézet
Intézetvezető: Dr. Antal Zsolt

##### Oktatók
- Antal Zsolt
- Balázs Géza
- Bódi Zoltán
- Deisler Szilvia
- Falussy Lilla
- Fekete Péter
- Golden Dániel
- Győrei Zsolt
- Hernády Zsolt
- Kiss Csaba
- Lázár Balázs
- Stőhr Lóránt
- Szirtes Balázs
- Szitás Péter
- Timár András
- Veress Ferenc

- Doktori Iskolaː

## Oktatási épületek
Az egyetemi képzés három különálló épületben folyik, ám ezek igen közel esnek egymáshoz – így az oktatás egységes rendje nem bomlik meg –, ráadásul mindháromnak megvan a maga történelmi, történeti érdekessége.

### A központi oktatási épület
1088 Budapest Vas utca 2/c – Itt működik az egyetem rektori hivatala, itt dolgozik a gazdasági és a tanulmányi vezetés, illetve az egyetem Könyvtár, Kottatár és Médiatára (II. e.). A felsőbb emeleteket (IV-VIII.) a kollégium foglalja el. Az épület előcsarnokából nyílik az egyetem legnagyobb saját színházterme. Az Ódry Színpadot 1957–1958 között alakították ki a megszűnt helyőrségi templom helyén. A ház Tóth Kálmán és Várady-Szabó Lajos tervei alapján 1942–1944 között épült – mint a Keresztyén Ifjúsági Egyesületek Nemzeti Szövetsége székháza –, és itt kapott helyet a Protestáns Helyőrségi Templom. Az egyetem elődje, a Színművészeti Főiskola, 1951–ben vette birtokba az épületet.
A szomszédos Vas utca 2/d-e szám alatti épület 1983-tól szintén a Színház- és Filmművészeti Egyetem használatában van. Eredetileg a Budapesti Kisipari Hitelintézet Rt. székházának épült 1942-ben Jánszky Béla építész tervei szerint. 1953-tól az Épületgépészeti és Villamossági Tervező Vállalaté volt.

### A Film- és Médiaintézet oktatási épülete
1088 Budapest, Szentkirályi utca 32/a. – A Szentkirályi utcai palota özv. gróf Károlyi Gyuláné részére épült 1897-ben. Idővel – több átalakítás után – ez lett a szociálisan érzékeny, legitimista Károlyiak legkedveltebb pesti lakhelye. Az épületet 1923-ban Károlyi József megvásárolta az édesanyjától, majd 1934-ben megörökölte tőle fia, gróf Károlyi István színházigazgató, rendező és dramaturg. A második világháború végéig számos társadalmi szerv, párt és cég működött a palotában, többek közt a gróf Károlyi Józsefné vezette Új Színház Kft. A német megszállás idején Károlyiné itt bújtatta Zilahy Lajost és Szent-Györgyi Albertet. A háborút követően Zilahy és Szent-Györgyi vezetésével a Magyar-Szovjet Művelődési Társaság székhelye lett, az első emeleti részt Károlyiné bocsátotta a rendelkezésükre. Az előző századfordulón emelt nagypolgári lakóházat az 1971–1972-es teljes rekonstrukció során alakították át oktatási épületté. A Színház- és Filmművészeti Főiskola (majd Egyetem) film- és tévészakmai képzése 1975-ben települt ide.

### A Színházművészeti Intézet oktatási épülete
Az 1088 Budapest Rákóczi út 21. szám alatt található URÁNIA ház – a város jellegzetes műemléke – 1895-ben épült Schmahl Henrik tervei alapján. A felsőbb szintek (II–VI. emelet) kezdettől fogva a színházi oktatást szolgálták. Itt működött az Országos Magyar Királyi Színművészeti Akadémia, később Színművészeti Főiskola, illetve a mai Színház- és Filmművészeti Egyetem. A mai napig itt találhatók a színházi intézet oktató próbatermei, a zenetermek, valamint a mozgásterem. Az épületet többször áttervezték, átalakították. A gazdagon díszített homlokzat az évek során jelentős változásokon ment át. Az eredeti állapotot leginkább az Uránia mozi nézőtere őrizte meg mindvégig. Az Uránia előbb mulatóként üzemelt, később lett színház, majd az 1920-as évek elejétől mozi. Itt mutatták be az első magyar készítésű „mozgóképet” is. Külön érdekesség, hogy a filmet – amelynek címe: „A tánc” – az Uránia épület tetőteraszán forgatták. Az épület mai formája a 2000. és 2002. között elvégzett átalakításnak köszönhető. Ekkor kapott új arculatot és részben új funkciót az alsó rész – a pince, a földszint és az I. emelet –, ahol az URÁNIA Nemzeti Filmszínház működik.

### Könyvtár

#### Története
Az egyetem elődjével, a Színészeti Tanodával egy időben jött létre az intézmény könyvtára. A Tanoda titkára, és egyben könyvtárnoka Paulay Ede volt, aki kilenc éven keresztül felügyelte és gyarapította a gyűjteményt. Nem volt könnyű dolga, mivel akkoriban úgyszólván nem létezett magyar nyelvű szakirodalom a témában. A mai könyvtár legrégebbi könyvei is német nyelvűek. Kezdetben a tanárok ajándékkönyvei és az általuk írt tankönyvek képezték az állományt. Paulay adatai szerint 1874-ben a könyvtár már 2018 kötetből állt. Ebből 684 kötet a színészet, zenészet, szépészet, történelem témakörét ölelte fel, de részét képezték az oktatásra szánt drámák, a növendékek által kézzel másolt szerepkönyvek, a súgó- és rendezőpéldányok is. A hangjegytár 334 dokumentumot tartalmazott, hiszen 1893-ig a prózai színészeken kívül az operai szakosok képzése is a Tanoda feladata volt. 1928-ban – a színházrendező képzés elindításakor – a leltárkönyvek tanúbizonysága szerint már 5000 kötettel bírt az egyetem könyvtára, ennek közel felét színdarabok tették ki. 1948-tól az újabb képzések beindításával a kapcsolódó szakirodalom gyűjtése, beszerzése is a gyarapította a könyvtár állományát. Napjainkban a már egyetemi rangú intézmény képzési területeinek bővülésével, valamint a doktori iskola működésével jelentkező sokszínű szakmai igénynek is meg kell felelnie, így egyúttal nyilvános szakkönyvtári funkciót is ellát. Legfőbb feladata, hogy az elméleti és a gyakorlati oktatást a lehetőségekhez képest a legnagyobb mértékben kiszolgálja, e cél érdekében minél nagyobb teljességre törekszik a színházi és a filmes szakirodalom gyűjtésében. A Könyvtár 2007-ben a Nemzeti Kulturális Alapítványnál nyert pályázat támogatásával megkezdte az állomány katalógusának elektronizálását. A folyamatosan épülő adatbázis online katalóguson is elérhető.

#### Kottatár
1965-ben Nádasdy Kálmán – korának meghatározó művészegyénisége, akkori főigazgató – kezdeményezésére létrejött a könyvtár zenei részlege. Jelenlegi állománya 9000 kotta és 2563 hangzódokumentum. A gyűjtemény műfaji összetétele: népzene, vokális komolyzene és könnyűzene.

#### Médiatár
A Könyvtár 1994-től videótárral is kiegészült, ami korábban főként a filmes oktatást szolgálta, de a színházi oktatáshoz kapcsolódóan prózai és zenés színházi előadások felvételeivel is gyarapítja a meglévő állományt. A könyvtár gyűjti a hallgatók vizsgafeladatait megörökítő felvételeket, a vizsgafilmeket, az egyetem életének jelentős eseményeiről készült felvételeket. Jelentősen gyarapodott az elmúlt időszakban a magyar és külföldi filmek, valamint a színházi és operaelőadásokról készült DVD-ék száma is.
Szabályzatok és dokumentumok a kapcsolódó dokumentumok között találhatóak.

## Képzés

### Osztatlan képzések

#### Színművész
- 2020–2025 – Osztályvezetők: Hegedűs D. Géza, ifj. Vidnyánszky Attila
- 2021–2026 – Osztályvezetőː Szarvas József, Rátóti Zoltán[79]
- 2022–2027 – Osztályvezetőː Funtek Frigyes, Quintus Konrád[80]
- 2023–2028 – Osztályvezetőː Ilja Bocsarnikovsz, Oberfrank Pál, Kálloy Molnár Péter[81]

#### Színházrendező (prózai)
- 2022–2027 – Osztályvezetőː Tompa Gábor, Szabó K. István[82]
- 2023–2028 – Osztályvezető: Aleksandar Popovski, Szilágyi Bálint[81][83]

#### Színházi dramaturg
- 2021–2026 – Osztályvezető: Győrei Zsolt, Falussy Lilla
- 2022–2027 – Osztályvezető: Lázár Balázs[84]
- 2023–2028 – Osztályvezetőː Orbán János Dénes, Smid Róbert

#### Színházi rendezőasszisztens
- 2023–2025 – Osztályvezetőː Herczeg Tamás[81]

#### Operatőr
- 2021–2026 – Osztályvezetőː Sára Balázs

#### Színművész–zenés színész szakirány
- 2021–2026 – Osztályvezetőː Kiss-B. Atilla, Homonnay Zsolt
- 2023–2028 – Osztályvezetőː Mátyássy Szabolcs, Méhes László[81]

#### Színművész–bábszínész szakirány
- 2021–2026 – Osztályvezetőː Lénárt András, Fabók Mariann

#### Színházrendező – zenés színházi rendező szakirány
- 2021–2026 – Osztályvezetőː Vidnyánszky Attila, Pataki András[85]
- 2023–2028 – Osztályvezetőː Nagy Viktor, Kesselyák Gergely[81]

#### Színházrendező – fizikai színházi koreográfus-rendező szakirány
- 2020–2025 – Osztályvezető: Rába Roland, Horváth Csaba[86]

#### Színházrendező – bábszínházi rendező szakirány
- 2022–2027 – Osztályvezetőː Szász Zsolt,[80] Galántai Csaba

### BA-képzések

#### Film- és televíziórendezés
- 2022–2025 – Osztályvezetőː Zilahy Tamás
- 2021–2024 – Osztályvezetőː András Ferenc, Nagy Anikó Mária, Soós Péter

#### Mozgókép – vágó szakirány
- 2022–2025 – Osztályvezetőː Rumbold László
- 2023–2026 – Osztályvezetőː Koncz Gabriella, Tóth Csaba

#### Mozgókép – filmhang
- 2022–2025 – Osztályvezetőː Erdélyi Gábor
- 2021–2024 – Osztályvezetőː Erdélyi Gábor

#### Filmhang
- 2023–2026 – Osztályvezetőː Almásy Péter

#### Filmíró
- 2023–2026 – Osztályvezetőː Szabó Borbála

#### Mozgókép – gyártásszervező
- 2022–2025 – Osztályvezetőː Medveczky Balázs

#### Mozgókép – operatőr
- 2022–2025 – Osztályvezetőː Vecsernyés János, Babos Tamás

#### Mozgókép – filmírás
- 2022–2025 – Osztályvezetőː Szekeres Csaba

#### Televíziós műsorkészítő
- 2022–2025 – Osztályvezetőː Makó Andrea, Velkovics Vilmos
- 2023–2026 – Osztályvezetőː Zilahy Tamás, Koltay Anna

#### Drámainstruktor – drámajátékos szakirány
- 2023–2026 – Osztályvezetőː Sorbán Csaba

#### Drámainstruktor – színjátékos szakirány
- 2022–2025 – Osztályvezető: Kiss József, Szirtes Balázs[87][88]

#### Drámainstruktor – rendező szakirány
- 2023–2026 – Osztályvezetőː Pataki András

### MA-képzések

#### Látványtervező művész
- 2023–2025 – Osztályvezetőː Szendrényi Éva, Berzsenyi Krisztina

#### Dokumentumfilm-rendező művész
- 2023–2025 – Osztályvezetőː Barlay Tamás, Moys Zoltán

#### Filmrendező
- 2023–2025 – Osztályvezető: Koltai Lajos, Novák Emil

#### Filmoperatőr
- 2023–2025 – Osztályvezetőː Vecsernyés János, Babos Tamás

### OKJ-képzések
Színházi Műszaki Tanfolyam

### Szakirányú továbbképzések
Zenei Társasjátékok – a Sáry-módszer alapjai
Beszédtechnika – pedagógus-továbbképzés
Színházi nevelés

### Akkreditált felnőttképzés
Színházi asszisztens, ügyelő, súgó
Színházi kellékes, pirotechnikus

### Nemzetközi képzés
DocNomads Erasmus Mundus Képzés
Doktori iskola

## Híres hallgatói

### Rendezők
- Tarr Béla Európai Filmdíjas, Ezüst Medve-, Balázs Béla- és Kossuth-díjas rendező
- Szabó István Oscar- (1981) és BAFTA-, Ezüst Medve- és Kossuth-díjas filmrendező, érdemes és kiváló művész
- Deák Kristóf Oscar-díjas rendező
- Enyedi Ildikó Oscar-díjra jelölt, Arany Medve és Balázs Béla-díjas filmrendező
- Antal Nimród filmrendező
- Jancsó Miklós a Cannes-i filmfesztivál legjobb rendezés (1972), valamint kétszeres Kossuth-díjas és Balázs Béla-díjas filmrendező, forgatókönyvíró, érdemes és kiváló művész
- Makk Károly a Nemzet Művésze címmel kitüntetett, Kossuth- és Balázs Béla-díjas filmrendező
- Reisz Gábor Ezüst Oroszlán-díjas filmrendező
- Nagy Dénes Ezüst Medve Díjas filmrendező
- Lugossy László Balázs Béla-díjas filmrendező
- Mundruczó Kornél Cannes-i Filmfesztivál Un certain regard-győztes rendező
- Bódy Gábor filmrendező
- Szimler Bálint filmrendező

### Operatőrök
- Zsigmond Vilmos Oscar- (1977), BAFTA- (1979) és Emmy-díjas (1993) operatőr
- Rév Marcell Emmy- és Sára Sándor-díjas operatőr
- Koltai Lajos a Nemzet Művésze címmel kitüntetett, Kossuth- és Balázs Béla-díjas, valamint Oscar-díjra jelölt operatőr
- Erdély Mátyás Kossuth-díjas operatőr
- Kovács László operatőr
- Mikó József operatőr

### Színészek
- Röhrig Géza Kossuth-díjas színész
- Borbély Alexandra Európai Filmdíjas színésznő
- Törőcsik Mari a Cannes-i Filmfesztivál Legjobb női alakítás díjas, a Nemzet Színésze és a Nemzet Művésze címmel kitüntetett, háromszoros Kossuth-, kétszeres Jászai Mari- és Balázs Béla-díjas színésznő
- Gobbi Hilda Kossuth-díjas színésznő
- Eperjes Károly Kossuth- és Jászai Mari-díjas színművész
- Esztergályos Cecília Kossuth- és Jászai Mari-díjas színésznő
- Benedek Miklós a Nemzet Színésze címmel kitüntetett, Kossuth- és Jászai Mari-díjas színművész

### Forgatókönyvírók
- László Miklós forgatókönyvíró

### DLA fokozatot szerzett hallgatók
- 2001: Ács János, Balázsovits Lajos, Balikó Tamás, Hegedűs D. Géza, Máté Gábor
- 2002: Fehér Ildikó, Karinthy Márton, Márton András, Varsányi Anikó
- 2003: Bagó Gizella, Bárdos András, Bodolay Géza, Fodor Antal, Gálffi László, Horváth Péter, Máté Krisztina, Monory Mész András
- 2004: Báron György EF, Hatházi András Attila EF, Kepes András, Schulze Éva, Visky András EF, Xantus János
- 2005: Hegyi Árpád Jutocsa, Papp Éva
- 2006: Almási Tamás, Bob Fülöp Erzsébet, Igó Éva, Kiss Csaba, Kolosi Péter, Rozgonyi Ádám EF, Thirring Viola honosítás, Tömöry Márta EF
- 2007: Almási-Tóth András, Fábri Péter, Fenyő Ervin, Gothár Péter tiszteletbeli doktor, Illés Györgyi, Józsa Éva, Kovácsi János, Mátyás Győző EF, Stőhr Lóránt, Upor László
- 2008: Gecsényi Györgyi, Orsós László Jakab, Wisinger István EF
- 2009: Dezsényi Péter, Falussy Lilla EF, Hargitai Iván, Jakabné Zórándi Mária, Matuz János, Miklauzic Bence, Révész Ágota, Tallér Zsófia
- 2010: Győrffy Miklós EF, Kékesi Attila, Pinczés István EF, Szekfü András EF
- 2011: Bodó A. Ottó, Sára Júlia, Sárközy Réka, Surányi András
- 2012: Cseke Péter, Enyedi Ildikó, Jámbor József, Martin Ferenc, Pacskovszky József, Radnai Annamária, Szabó Gábor, Szabó Iván, Zágoni Balázs
- 2013: Balázs Gábor, Kárpáti Péter, Kovács Ákos, Réthly Attila, Salamon András, Sebők Borbála, Selmeczi György, Urbanovits Krisztina
- 2014: Gyuricza Péter, Lőrinc Katalin, Pistyur Veronika, Tóth Miklós, Zeke Edit
- 2015: Bagossy László, Macher Szilárd, Mátyássy Áron
- 2016: Fesztbaum Béla, Hajdú Eszter, Joó Tamás, Lázár Balázs, Simon Balázs, Váró Kata Anna, Vecsernyés János
- 2017: Foktői János, Gimesi Dóra, Mátrai Diána, Muszatics Péter, Várady Zsuzsa, Zalán Márk Dániel
- 2018: Ellinger Edina, Erdély Mátyás, Fekete Anetta, Fillenz Ádám, Forgács Péter, Gellér-Varga Zsuzsanna, Groó Diána, Herczog Noémi, Jancsik Júlia, Kovács Gábor, László Sára, Moldoványi Ferenc, Ónodi Béla, Szabó Borbála, Szász János, Szűcs Réka, Tolnai Szabolcs, Wéber Kata, Zalán János
- 2019: Ács Norbert, Boronkay Soma, Cortés Tuna Sebastián Gábor, Csuja László, Füri Katalin, Gál Péter, Grillusz Sámuel, Haragos Péter, Janisch Attila, Kocsis Ágnes, Kocsis Gergely, Kollányi Tamás, Kovács Ivett Alida, Papp Bojána, Petrányi Viktória, Róbert Júlia, Schwechtje Mihály, Szőcs Petra, Tihanyi Ildikó, Tóth Máté
- 2020: Esztergályos Krisztina, Harangi Mária, Horváth Andor Márton, Neudold Júlia, Szirtes Balázs, Varga Emese
- 2021: Fábián Péter, Fazekas Csaba, Gyombolai Gábor, Kiss Eszter Ágnes, Mátyássy Szabolcs, Turai Tamás, Zányi Tamás, Zurbó Dorottya
- 2022: Dévényi Zoltán, Faur Anna, Komlósi Orsolya, Pető Kata Klára, Végvári Viktória[89]
- 2023: Zoltán Áron, Brandenburg Ádám Sándor, Szenteczki Zita Zsuzsanna